# Paranerius continentalis
Paranerius continentalis är en tvåvingeart som beskrevs av Willi Hennig 1937. Paranerius continentalis ingår i släktet Paranerius och familjen Neriidae.
Artens utbredningsområde är Vietnam. Inga underarter finns listade i Catalogue of Life.